# Kintarō

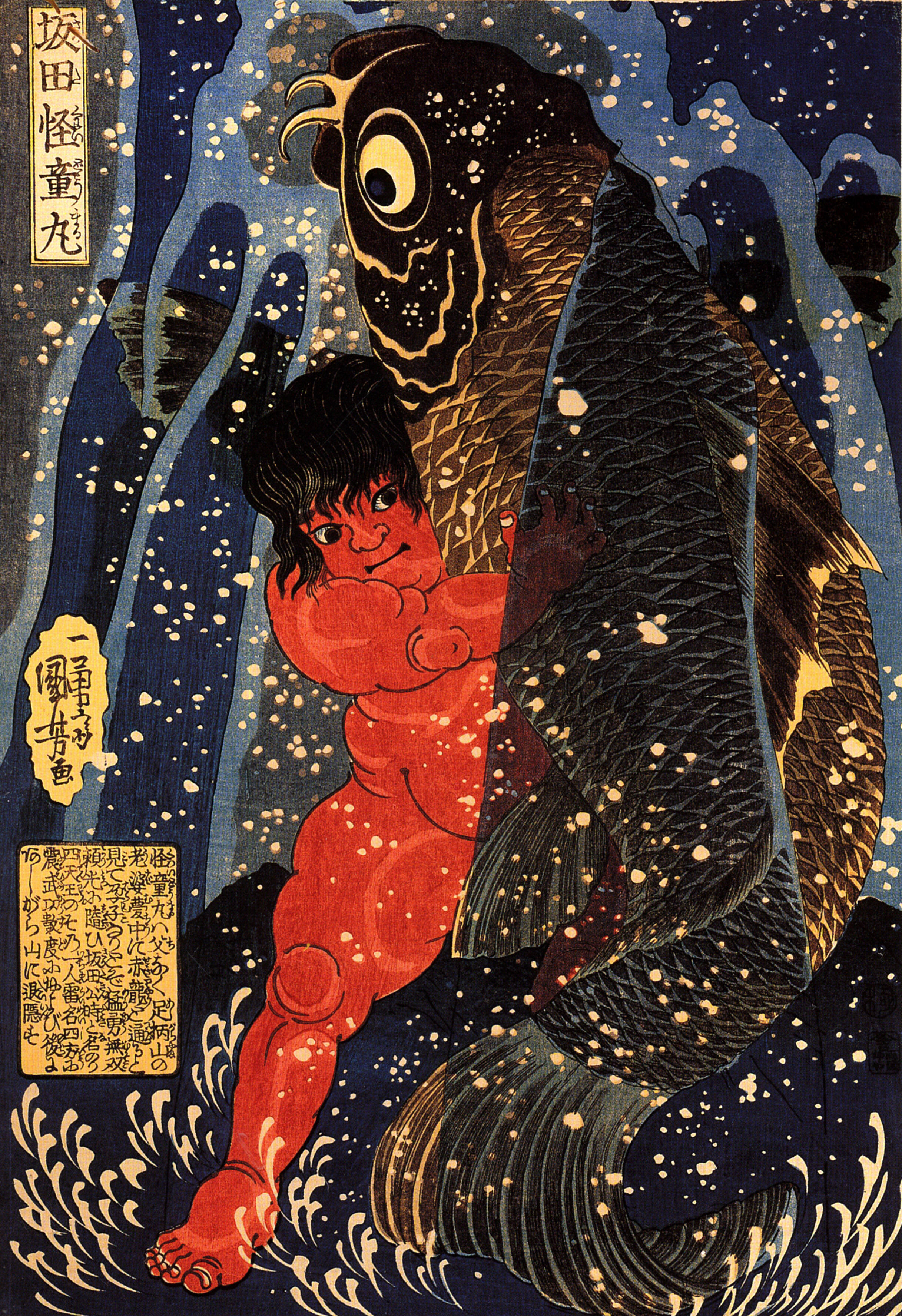
Kintarō, Farbholzschnitt von Utagawa Kuniyoshi, um 1835

Kintarō (japanisch 金太郎) ist eine japanische Sage (昔話, Mukashibanashi), ein Märchen (童話, Dōwa) über einen tierlieben Jungen mit übernatürlichen Kräften, der von einer Yamamba auf dem Berg Ashigara großgezogen wurde. Aus ihm wurde laut Erzählungen als Erwachsener Sakata Kintoki (坂田 金時), der im Dienste von Minamoto no Yorimitsu (源 頼光) stand. Seine Geschichte ist ein beliebtes Motiv der Kabuki- und Nō-Theater. Am Kindertag ist es üblich, eine Puppe von ihm aufzustellen, mit dem Wunsch und der Hoffnung, dass die Söhne genauso werden wie Kintarō: mutig, stark und aufrichtig.

## Legende
Um die Herkunft von Kintarō gibt es viele Legenden, die bekanntesten sind:
1. Kintarō ist der Sohn der Prinzessin Yaegiri (八重桐), die in einem Dorf in der Nähe des Berges Kintoki lebte.
2. Kintarō ist der Sohn einer Prinzessin aus Sakata, die zur Flucht gezwungen wurde wegen eines Streites zwischen ihrem Ehemann und dessen Onkel. Sie zieht Kintarō in den Wäldern des Berges Kintoki auf.
3. Kintarōs Mutter setzte ihn in den Bergen aus und er wird dort von einer Yamamba aufgezogen.
4. Kintarōs Mutter ist eine Yamamba, die auf dem Berg Ashigara durch einen roten Drachen in Form eines Blitzes geschwängert wurde.

Einig sind sich alle Legenden darüber, dass Kintarō im Mai 956 geboren wurde und er kräftig, mollig und nur mit einer roten Schürze, auf der Kin (金, Gold) stand, und mit einer riesigen Doppelaxt auf dem Rücken bekleidet war. Kintarō hatte eine schöne unbeschwerte Jugend, die er damit verbrachte, sich mit den Waldtieren anzufreunden und Kämpfe mit ihnen oder mit japanischen Fabelwesen wie Onis und Tengus auszutragen. Die bekanntesten Kämpfe waren die gegen einen Bären, der dann sein Reittier wurde, und gegen den Oni Shuten-dōji (酒呑童子), den er gefangen nahm, da er Angst und Schrecken in der Region verbreitete. Danach soll Minamoto no Yorimitsu auf ihn aufmerksam geworden sein und er wurde einer seiner Shitennō (四天王, wörtlich: Vier Himmelskönige). Von diesem Moment an war er unter dem Namen Kintoki Sakata bekannt und verstarb am 11. Januar 1012.

## Inhalt
Die bekannteste und kinderfreundlichste Fassung lautet:

„Vor langer Zeit lebte ein kleiner Junge namens Kintarō mit seiner Mutter am Berge Ashigara. Seit seiner Geburt war er ein sehr starker Junge und er trug eine von seiner Mutter genähte rote Schürze, worauf in goldener Schrift "Kin" stand. Der kleine Junge spielte oft draußen in den Wäldern mit seinen Freunden, den Tieren. Das waren Hasen, Affen, Wildschweine und ein Bär. All diese Tiere mochten Kintarō. Sie spielten am liebsten Sumoringen, wobei Kintarō immer siegte. Sogar der Bär, der auf seine große Stärke stolz war, verlor gegen ihn.
Eines Tages nahm Kintarō eine Axt und setzte sich auf den Rücken des Bären und ging mit seinen Freunden auf den Berg. Sie kamen an eine Schlucht, über die es keine Brücke gab, nur ein großer kahler Baum stand an der Klippe. Der Bär versuchte den Baum umzuwerfen, aber es gelang ihm nicht. Also versuchte es Kintarō, der es dann auch schaffte. Dies sah ein Samurai, der daraufhin Kintarō ansprach und ihn fragte, ob er sich ihm anschließen und einer seiner vier Eckpfeiler werde möge (eine Andeutung auf die Ernennung Kinotoki Sakatas zu einer der Shitennō von Minamoto no Yorimitsu). Kintarō war erfreut über diese Frage und lief zu seiner Mutter, um ihr mitzuteilen, dass er mit dem Samurai nach Kyōto gehen wolle, um selbst ein Samurai zu werden. Seine Mutter war darüber erfreut und verriet ihm, dass sein Vater ebenfalls ein großer Samurai war und Kintarō sich um sie keine Sorgen machen solle.
Aus Kintarō wurde Kintoki Sakata, ein berühmter Samurai und er holte seine Mutter nach Kyōto, wo sie ein glückliches Leben führten.“

## Hintergründe
Inwieweit die Erzählung um Kintarō und die Anekdote um Kintoki Sakata miteinander verbunden sind, lässt sich heutzutage nicht mehr genau feststellen. Sicher ist, dass Kintoki Sakata gelebt hat und ein Shitennō von Minamoto no Yorimitsu war. Kintarō wird als sehr wildes Kind dargestellt, das sich anderen Kindern gegenüber sehr unsozial verhielt, sich aber mit den Tieren anfreundete, deren Respekt es sich auch manchmal erst in einem Kampf mit ihnen verdienen musste. Dieses Verhalten lässt sich dadurch erklären, dass Kintarō in den meisten Legendenfassungen in der Wildnis aufwuchs, in manchen Erzählfassungen traf Minamoto no Yorimitsu ihn auch in der Wildnis an einen Stein gelehnt oder in seinem Heimatdorf in der Nähe des Berges Kintoki.

## Rezeption der Kintarō-Figur
Die Figur des Kintarō ist nach wie vor eine sehr beliebte Figur; so gibt es einen Manga mit dem Namen Golden Boy und seit der Edo-Zeit Süßigkeiten in Form der Kintarō-Figur. Des Weiteren kommen in vielen Manga oder Anime Charaktere vor, die auf Kintarō basieren.
Auf Kintarō zurückzuführende Charaktere kommen unter anderem in diesen Werken vor:
- Im Manga Gin Tama (die Hauptperson Gintoki Sakata basiert auf Kintarō)
- Im Anime Otogizōshi (Kintarō ist eine der Hauptfiguren)
- Im Manga The Prince of Tennis (Kintarō Tōyama, eine Nebenfigur, besitzt genauso wie Kintarō übermenschliche Kraft)
- Im Manga Yū Yū Hakusho (Makintaro vom Team Uraotogi erinnert an Kintarō)
- Im Manga One Piece (Sentōmaru ist Kintarō in Gebaren und Aussehen sehr ähnlich)